# 鋼鐵麥斯
《鋼鐵麥斯》（英語：Max Steel）是一部2016年美國科幻、動作和冒險電影，改編自美泰兒旗下的玩具《超能量戰士》。該片由史都華·韓德勒執導，克里斯多夫·約斯特撰寫劇本，並由班·溫契爾、安娜·薇拉法妮、安迪·嘉西亞、瑪莉亞·貝蘿和比利·斯勞特等人主演。電影正式於2014年4月29日在北卡羅來納州的威明頓開拍，為海豚娛樂和美泰兒娛樂共同製作。該片2016年10月14日美國上映。

## 劇情
故事敘述青少年麥斯與自己的父親關係疏遠，但在深入父親的工作後他激出自身潛在的超能量，這使麥斯擁有著超人類的力量；後來他又意外地與外星同伴「鐵仔」（Steel）相識，並藉此開始利用自身的超能量來和鐵仔共同化身為鋼鐵戰士，以對抗威脅著他們世界的神秘勢力「狂鏈獸」（Ultralinks）。

## 演員
- 班·溫契爾飾演麥克斯維·「麥斯」·麥格雷（Maxwell "Max" McGrath）[5]
- 喬許·布雷納飾演鐵仔（Steel，配音）
- 安娜·薇拉法妮（英语：Ana Villafañe）飾演蘇菲亞·馬丁曼斯（Sofia Martinez）[5]
- 安迪·嘉西亞 飾 麥爾斯·愛德華茲博士（Dr. Miles Edwards）[6]
- 瑪莉亞·貝蘿飾演莫莉·麥格雷（Molly McGrath）[7]
- 麥克·道爾（英语：Mike Doyle (actor)）飾演吉姆·麥格雷（Jim McGrath）[8]
- 比利·斯勞特（英语：Billy Slaughter）飾演墨菲探員（Agent Murphy）[9]

## 製作

### 拍攝
正式拍攝於2014年4月29日北卡羅來納州威明頓進行，直到2014年5月31日結束。

## 市場營銷
電影的首發劇照於2014年7月3日在網上釋出，其他劇照又於2014年7月14日釋出。2016年8月，釋出電影的首支預告片。

### 評價
本片獲得媒體和影評家的壓倒性負評，爛番茄新鮮度僅0%，基於20條評論，平均得分為2.5/10，觀眾評分48%，而在Metacritic上得到22分，差評居多。據CinemaScore調查，觀眾的平均評價於A+至F間落於「B」。
2022年9月，本片在爛番茄列出36部「不限年份的最差超級英雄電影」榜單中排行榜首

### 票房
《鋼鐵麥斯》在美國與《會計師》、《凱文哈特之現在是怎樣》共同上映競爭，並估計於首映週末能從兩千間戲院中獲得500萬至700萬美元的票房。美國首映週末票房收入為220萬美元，位居當週票房排名第十一，口碑悽慘。主要被認為片商完全放棄了本片（無心宣傳）。
電影在臺灣的首映週末獲得144萬新臺幣，位居當週票房排名第五。

## 外部連結
- 互联网电影数据库（IMDb）上《鋼鐵麥斯》的资料（英文）
- Metacritic上《鋼鐵麥斯》的資料（英文）
- 爛番茄上《鋼鐵麥斯》的資料（英文）
- Box Office Mojo上《鋼鐵麥斯》的資料（英文）
- AllMovie上《鋼鐵麥斯》的资料（英文）
- 開眼電影網上《鋼鐵麥斯》的資料（繁體中文）
- 时光网上《鋼鐵麥斯》的資料（简体中文）
- 豆瓣电影上《鋼鐵麥斯》的資料 （简体中文）